# Amt Wolkersdorf
Das  Amt Wolkersdorf der Landgrafschaft Hessen bzw. der Landgrafschaft Hessen-Marburg bestand von etwa 1485 bis 1604.
Da Frankenberg durch den großen Brand vom 9. Mai 1476 noch immer schwer gezeichnet war, wurde der Sitz des Amts Frankenberg um 1485 von Landgraf Heinrich III. von Hessen-Marburg in das Schloss Wolkersdorf verlegt. Hierdurch entstand das Amt Wolkersdorf, dem die Gerichte Geismar und Röddenau (mit den Untergerichten Rengershausen und Bromskirchen) angehörten. Erst 1556 entstand wieder ein eigenständiges Amt in Frankenberg, untergebracht im ehemaligen Kloster St. Georgenberg, in dem außer der Stadt selbst das ehemalige Kloster, der Hof Rodenbach und die Kellerei Wiesenfeld vereinigt waren.
Nach dem Tod des kinderlosen Landgrafen Ludwig IV. von Hessen-Marburg im Oktober 1604 wurde das Amt Wolkersdorf wieder mit dem Amt Frankenberg vereinigt.